# Щербатов, Александр Фёдорович
Князь Алекса́ндр Фёдорович Щерба́тов (1773—1817) — генерал-майор Русской императорской армии, генерал-адъютант из рода Щербатовых.

## Биография
Родился 13 (24) июля 1773 года в княжеской семье генерала Федора Федоровича Щербатова (1729—1791) и княжны Анны Григорьевны, урождённой Мещерской. Единокровный брат фрейлины Дарьи Фёдоровны Щербатовой (1762—1801), известной своей историей с фаворитом Екатерины II графом А. М. Дмитриевым-Мамоновым и ставшей его женой (1789).
Четырёхлетнем записан сержантом в лейб-гвардии Преображенский полк (1777). Определён на службу копиистом к статским делам (01 января 1788), зачислен в штат генерал-поручика старшим адъютантом (04 мая 1788). Назначен в провиантский штат обер-провиантмейстером премьер-майорского чина (1790). Произведён в кригскомиссары подполковничьего ранга (10 февраля 1792). С чином подполковника переведён в армию и зачислен в Воронежский мушкетерский полк (1796). Принял участие в Персидском походе, находился при осаде Дербента (май 1796). По представлению графа В. Зубова (16 сентября 1796), в воздаяние за ревностную и усердную службу, велено считать старшинство в чине со дня назначения его в кригскомиссары. Переведён в Кирасирский графа Салтыкова полк и произведён в полковники (26 января 1797).
Служил в Конном лейб-гвардии полку адъютантом Константина Павловича (1798), с которым сражался Итальянском и Швейцарском походах Александра Суворова. Пожалован в командоры ордена Иоанна Иерусалимского (10 декабря 1798). За отвагу в баталии при Адде получил звание генерал-майора (07 мая 1799) и назначен в генерал-адъютанты, но (25 марта 1800) отправлен в отставку «за побитие станционного смотрителя и взятие 12-ти лошадей вместо положенных шести».
После восшествия на престол императора Александра I снова поступил на воинскую службу (27 марта 1801) в Лейб-гвардии Гусарский Его Величества полк, где сражался и был ранен во время Австрийского похода (1805) и по возвращении в пределы Империи вышел в отставку (1806).
Принимал участие в Отечественной войне 1812 года и заграничном походе русской армии.
Последние годы своей жизни, в звании шталмейстера, был директором дворцовых конных заводов и председателем конной экспедиции.
Помещик Тульской губернии, имел 800 крепостных крестьян.

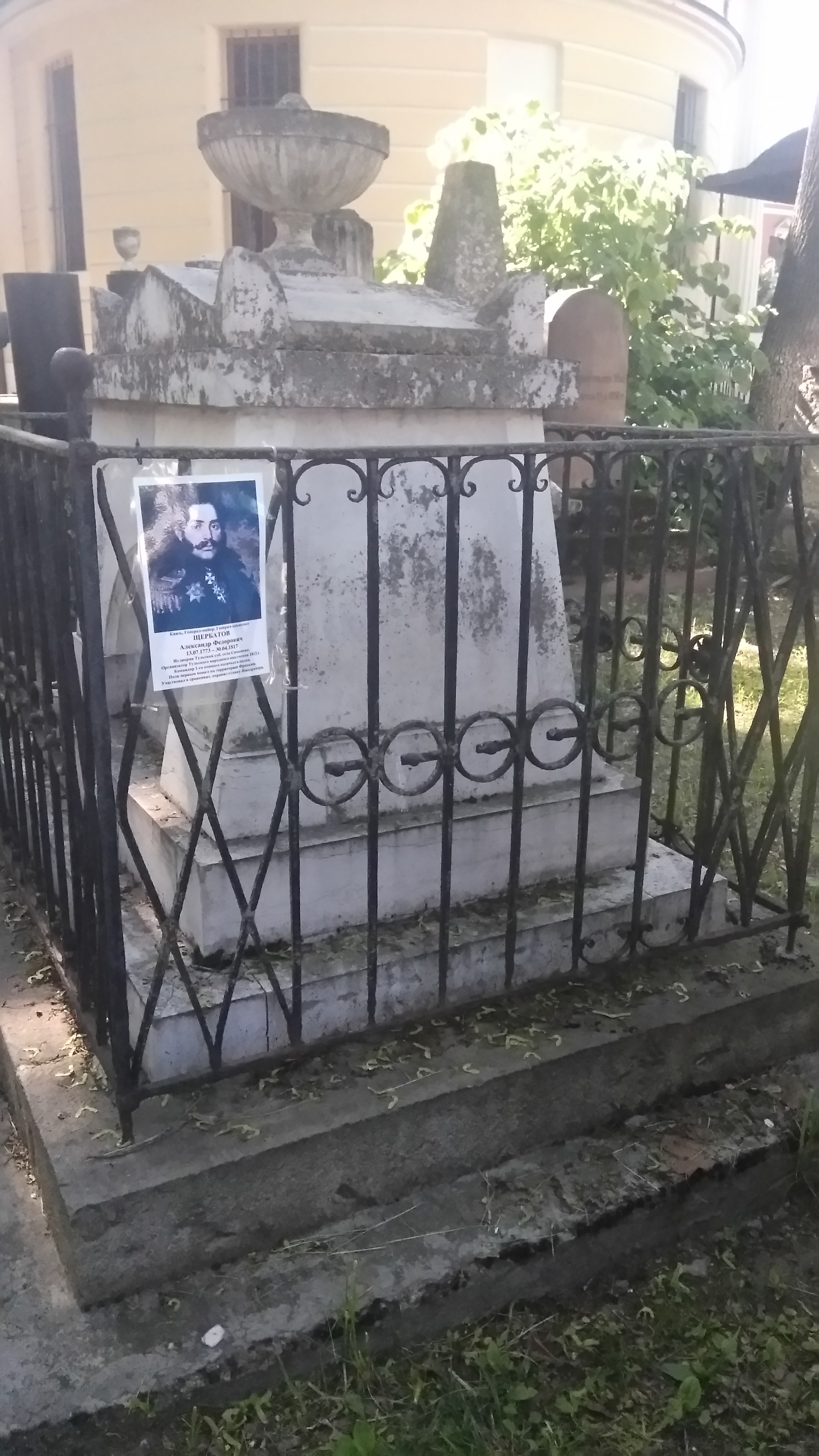
Могила А.Ф, Щербатова (по атрибуции фотографа А.Т.Лебедева конца 1920-х годов) на Донском кладбище

Скончался (30 апреля (12 мая) 1817), похоронен в Донском монастыре. Место его могилы (у Большого собора) можно определить достаточно точно по архивным данным ЦИАМ (фонд 421), но оно явно не совпадает с местом, на котором находится якобы принадлежащее ему безымянное надгробие, отреставрированное в 2012 году.

## Семья

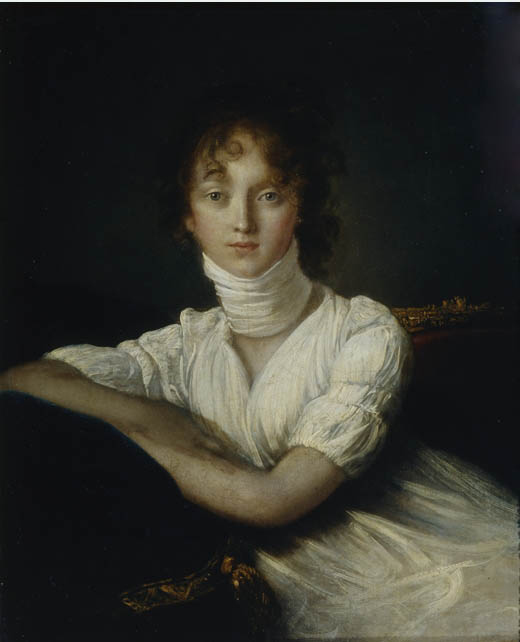
Варвара Петровна Щербатова Неоконченный портрет С. Тончи

Был женат на княжне Варваре Петровне Оболенской (1774—1843), дочери князя Петра Алексеевича Оболенского (1742—1822) и княжны Екатерины Андреевны Вяземской (1741—1811), родной тётки князя А. И. Вяземского. Их брак «совершен был романически и таинственно». Мать князя Щербатова противилась браку и не давала материнского согласия. Помог влюбленным князь А. И. Вяземский, они тайно обвенчались в Москве и в тот же день отправились в Петербург. Поэт Вяземский вспоминал:
Помню, как она, в дорожном платье, заезжала к отцу моему проститься с ним и, вероятно, благодарить его за усердное и успешное участие, помню, как поразила меня красота её и особенность одежды; вижу и теперь платье темно-зеленого кашмира, в роде амазонки. На голове шляпа, более круглая, мужская, нежели женская. Из под шляпы падали и извивались белокурые кудри. Детство мое угадывало, что во всем этом есть какая-то романическая тайна. После многих лет, старуха княгиня Щербатова простила сына своего и приняла у себя невестку.
 Овдовев, Варвара Петровна удалилась от света и вела скромную деревенскую жизнь. По словам её зятя, Свербеева, была, в «полном смысле этого слова, честная, прямая и благородная женщина». Похоронена вместе с мужем, в Донском монастыре.
В браке имела детей:
- Софья Александровна (1800—18.07.1824) — замужем с 13 апреля 1819 года[6] за Петром Александровичем Обресковым, умерла от чахотки (похоронена рядом с родителями).
- Фёдор Александрович (1802—1827) — воспитывался в Московском учебном заведении для колонновожатых, начал службу в свите по квартирмейстерской части (1819), адъютант Ф. П. Уварова (1820), произведён в поручики (1823). После смерти Уварова переведён на фронт, вскоре уехал за границу на лечение, жил в Париже (1826). Знал о существовании тайных обществ, но к следствию по делу декабристов не привлекался, уволен штабс-ротмистром (1827), похоронен рядом с родителями.
- Екатерина Александровна (09.04.1808—1892) — крестница брата Фёдора и сестры Софьи[7], унаследовала от матери красивую внешность, замужем за Д. Н. Свербеевым (с 1827). Хозяйка известного литературного салона в Москве, близкий друг П. Я. Чаадаева и Н. Гоголя.
- Пётр Александрович (1811—?) — тульский помещик, корнет Митавского гусарского полка, женат (с 1832) на известной московской красавице Софье Николаевне Горсткиной (1818—1858), знакомой А. И. Тургенева и Пушкина. Князь П. А. Вяземский, посвятивший ей стихотворение «Вера и София», отзывался о ней как о женщине «умной, холодной и с характером».
- Анна Александровна — замужем за камер-юнкером, тульским предводителем дворянства, Александром Николаевичем Елагиным (ум. 1847). По отзыву современницы (друга семьи Свербеевых), был «добрый, великодушный, хотя и легкомысленный человек, дававший многим людям пристанища в своем доме. Это был живой, образованный, светлый ум!»[8]. Умер от удара и был похоронен на Смоленском православном кладбище в Петербурге (а она похоронена вблизи могилы сестры, Е.А.Свербеевой).